# Villa del Dique
Villa del Dique är en ort i Argentina.   Den ligger i provinsen Córdoba, i den centrala delen av landet, 600 km väster om huvudstaden Buenos Aires. Villa del Dique ligger 546 meter över havet och antalet invånare är 2 829. Den ligger vid sjön Embalse del Río Tercero.
Terrängen runt Villa del Dique är platt söderut, men norrut är den kuperad. Närmaste större samhälle är Embalse, 3,5 km öster om Villa del Dique.
Runt Villa del Dique är det glesbefolkat, med 10 invånare per kvadratkilometer.